# هواوي أونور 20
أونور 20 (بالإنجليزية: Honor 20)‏ هو هاتف ذكي من صنع هواوي تحت علامتها التجارية أونور الفرعية. الهاتف يأتي خليفة لـ هواوي أونور 10 ضمن سلسلة هواوي أونور.
تم كشف النقاب عنه في لندن في 21 مايو.
أصبح متوفرًا في المملكة المتحدة في 21 يونيو. وفي الهند في 25 يونيو 2019. السعر الرسمي له 400 جنيه استرليني في المملكة المتحدة أو 499 يورو في أوروبا. الألوان المقدمة هي أسود منتصف الليل والأزرق الياقوتي والأبيض الآيسلندي.

## روابط خارجية
- "Honor 20". أونور. مؤرشف من الأصل في 2019-11-18.
- أونور 20 - مواصفات الهاتف الكاملة